# Buriti Alegre
Buriti Alegre é um município brasileiro do interior do estado de Goiás, Região Centro-Oeste do país. Sua população, estimada em 2020 pelo Instituto Brasileiro de Geografia e Estatística (IBGE), era de 9 484 habitantes. Tem como principal atração turística o Lago da Brisas, que é um lago artificial formado pela barragem da Usina de Itumbiara e fica a uma distância de 28 km do centro da cidade, ressaltando que até o povoado de Corumbazul que totaliza 90% do percurso, a estrada e coberta por pavimento asfáltico.

## História
Sua origem remonta ao início do século XX quando formou-se o povoado em torno de uma capela em homenagem a Nossa Senhora D'Abadia. A referida capela teria sido erguida para pagar uma promessa de duas beatas - Maria e Siliana - vindas da cidade de Tupaciguara, em Minas Gerais. A imagem da santa foi trazida da referida cidade e as terras foram doadas para se erguer o povoado às margens do Ribeirão das Antas. A cidade foi fundada principalmente por famílias provenientes da região do Triângulo Mineiro, tendo grande destaque na criação do gado Zebu.
Emancipou-se no ano de 1927 separando-se do município de Itumbiara.
O município se destaca na criação de gado, além do turismo e agricultura (principalmente da Banana Prata); o setor da agroindústria é o mais promissor atualmente. Uma das atividades que vem se desenvolvendo na regiao, a partir da instalação de uma grande empresa de abate de aves (BRF), é a avicultura, com cerca de 5.000.000 de aves alojadas e abate de 190.000 aves por dia.
O povoado de Buriti Alegre originou-se de uma capela consagrada, em 1910, a
Nossa Senhora d’Aparecida e construída na fazenda Buriti, por Marta Maria Luíza e
Silvana, netas de Maria Teixeira.
A imagem da Santa foi transferida da primeira capela, na fazenda de Vicente
Maneco, em Goiás, para Tupaciguara-MG, por determinação do Padre Joaquim de Souza
Neiva.
Anualmente, realizavam-se festas em louvor à Padroeira. Isso contribuiu para a
construção de inúmeras palhoças no povoado, que se desenvolviam graças à fertilidade de
suas terras e pastagens favoráveis à criação extensiva de bovinos.
Uma área de 74 alqueires goianos foi dada por Dona Ana Rita do Espírito Santo
para a formação do patrimônio. A partir dessa doação, Buriti Alegre cresceu rapidamente,
tornando-se distrito, em 30 de junho de 1914, pela Lei Municipal nº 72, de Catalão.
Recebeu categoria de Vila, em 24 de junho de 1920, pela Lei Estadual nº 654, instalando-se em 31 de julho do mesmo ano.
A cidade goiana de  Buriti Alegre é banhada pelo Ribeirão das Antas;
As principais avenidas e ruas de Buriti Alegre;
- Rua Francisco Olimpio de Paiva
- Avenida José Messias
- Rua Maciel
- Rua Desembargador Alves de Castro
- Rua Cônego Teófilo
- Rua 24 de junho
- Rua Goiás
- Rua Francisco Mota
- Rua Andra Shelly Faria Custodio